# كيت غرينغر
كيت غرينغر (بالإنجليزية: Kate Granger)‏ هي طبيبة بريطانية، ولدت في 31 أكتوبر 1981 في لندن في المملكة المتحدة، وتوفيت في 23 يوليو 2016 في ليدز في المملكة المتحدة.

## وصلات خارجية
- الموقع الرسمي